# فرودگاه بین‌المللی کرایست‌چرچ

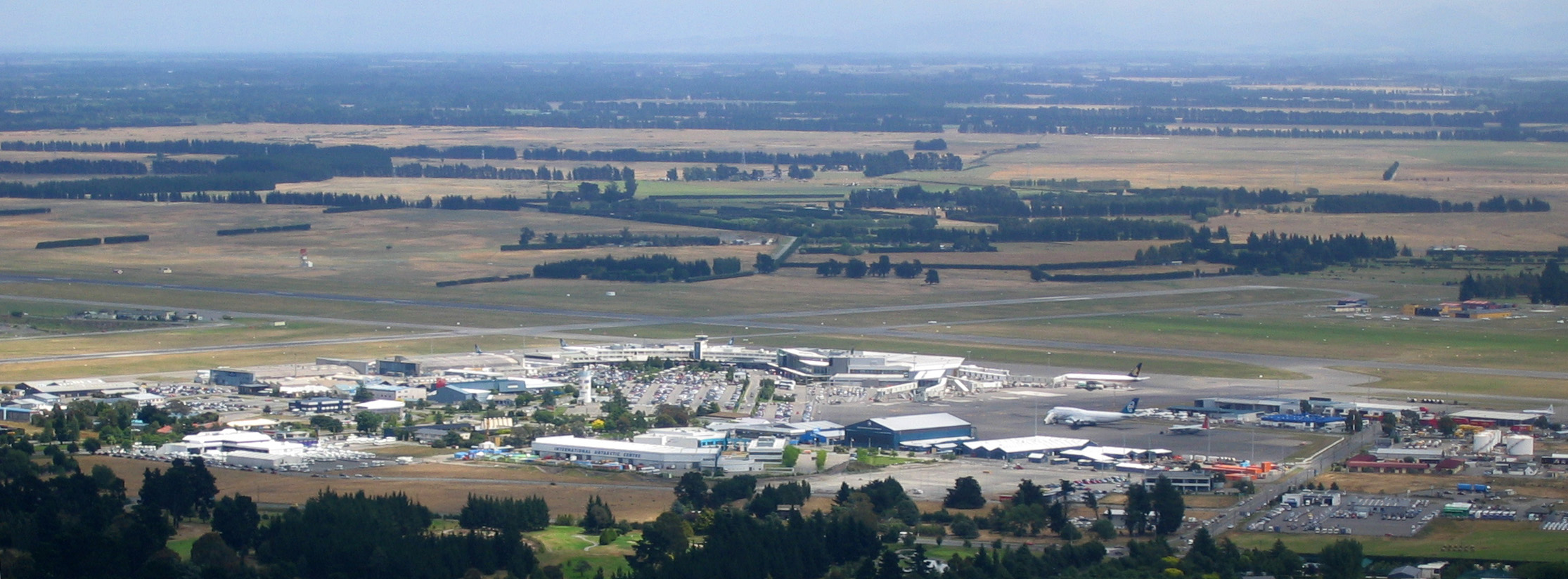
نمایی از فرودگاه کرایست‌چرچ

فرودگاه بین‌المللی کرایست‌چرچ با جا به جایی بیش از شش میلیون مسافر و یک و نیم میلیون مسافر بین‌المللی دومین فرودگاه بزرگ نیوزیلند است.
فرودگاه بین امللی کرایست‌چرچ دارای پرواز مستقیم منظم به شهرهای دبی، سیدنی، ملبورن، بریزبن، گلدکست، فیجی، تونگا، جزایر کوک، توکیو، اوزاکا، بانکوک، هنگ کنگ، سنگاپور، کوآلالامپور و غیره می‌باشد.